# Forum (Internet)
Su Internet, un forum è una piattaforma di discussione dove utenti possono conversare tramite messaggi scritti di determinati argomenti.
Differiscono dalle chat di gruppo perché i messaggi sono tipicamente più lunghi. 
Spesso all'interno dei forum, generalmente settoriali, si sviluppa una comunità virtuale. 
I forum vengono utilizzati anche come strumento di assistenza online e all'interno di aziende per mettere in comunicazione i dipendenti e permettere loro di reperire informazioni.
Molti forum richiedono la registrazione dell'utente prima di poter inviare messaggi e in alcuni casi anche per poterli leggere; successivamente, per poter inviare messaggi (e, a volte, anche per leggerli per intero) occorre comunque fare l'accesso. 
Diversamente dalle chat, dove il tempo di risposta è breve e la comunicazione è sincrona, il forum è asincrono, in quanto la scrittura e la risposta può avvenire in momenti diversi.

## Descrizione

### Struttura del forum

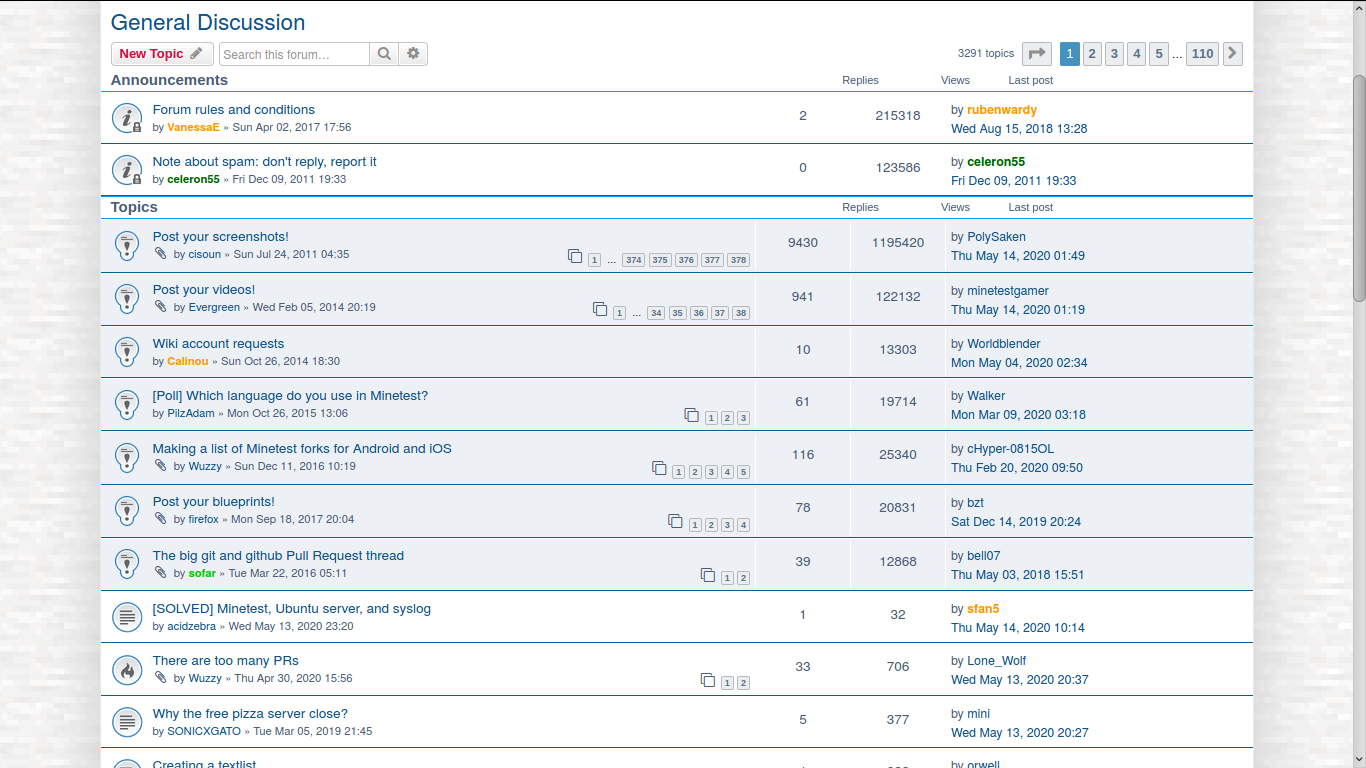
La schermata di un forum

Il forum si presenta tipicamente articolato con una certa struttura gerarchica, con una terminologia che prevede:
1. La pagina principale (home page) è la porta d'ingresso del forum, il livello più generale; la parte centrale si presenta classicamente come un macro elenco (tabella) suddiviso, anche graficamente, nell'articolazione che segue;
2. Un'area (o "stanza") è una macro-ripartizione tematica;
3. Una sezione o sottosezione è una categoria di discussioni che afferisce ad un'area tematica; può essere suddivisa (cioè una sezione può essere scomposta in sottosezioni, in modo da agevolare la ricerca e la comprensione);
4. Una discussione (o thread) è un argomento aperto relativo ad una certa sezione/sottosezione; chi apre una discussione, all'interno di una sezione/sottosezione, è anche l'utente che posta il primo messaggio (perciò stabilisce il titolo del thread nonché la sua appartenenza ad una certa sezione/sottosezione). Questo primo intervento della discussione si chiama topic;
5. Un messaggio (o post) è un singolo intervento relativo ad una discussione come commento (risposta, presa di posizione, ecc.) al topic. Il succedersi dei post, insieme al topic iniziale, forma la discussione.

Quasi sempre, i livelli sino alla sottosezione sono stabiliti dall'amministratore del forum. Questo non significa che gli utenti non possano proporre di aprire una sezione/sottosezione. Succede spesso che l'amministratore decida di spostare da una sezione/sottosezione ad un'altra una discussione, in quanto la decisione iniziale dell'utente era errata. Oppure di unire (accorpare, accodare) una discussione ad un'altra già aperta in quanto l'oggetto trattato era il medesimo, magari con un titolo diverso.
Per configurazione stabilita dall'amministratore oppure perché è una caratteristica del software, in alcuni casi i livelli 2, 3 e 4 possono anche essere raggruppati in uno solo (in pratica, il forum si presenta con un elenco di argomenti non raggruppati, ciascuno con i suoi post).
In genere sul forum valgono regole di buon comportamento per gli utenti (netiquette) codificate all'interno di opportuni regolamenti esposti al pubblico sul cui rispetto vigilano costantemente i moderatori.

### Linguaggio

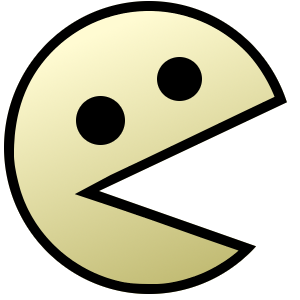
Esempio di emoticon

All'interno di un forum vengono spesso utilizzati anglicismi e forestierismi.
- Ban (sospensione dell'account di un utente, ad esempio per violazioni perduranti delle regole, che può essere temporanea o definitiva), traducibile in "interdizione".
- Bannare (punire un utente con il ban), traducibile in "bandire" o "interdire".
- Cracker (il lato oscuro del fenomeno hacking), traducibile in "pirata informatico malintenzionato" (blackhat).
- Cross-posting (inserire lo stesso messaggio in più sezioni dello stesso forum).
- Emoticon (le faccine che compaiono nei messaggi per trasmettere l'umore dell'autore).
- Flame (discussione troppo accesa che può degenerare in insulti e offese personali).
- Flood (invio ripetuto di messaggi di solito inutili e fastidiosi).
- Geek (l'appassionato della tecnologia e della conoscenza in generale).
- Hacker (il tecnico esperto di tecnologia), spesso tradotto o inteso erroneamente come "pirata informatico".
- Lurkare (l'azione di leggere i messaggi senza intervenire nelle discussioni).
- Lurker o Leecher (l'utente che lurka).
- Netiquette (regole di buon comportamento), traducibile in "norme di comportamento" o "etichetta".
- Newbie (utente inesperto), traducibile in "principiante", sovente tradotto ironicamente in "niubbo".
- Nickname (il nome utente), traducibile in "alias", "soprannome", "pseudonimo", "nome utente".
- Off-topic (indica un messaggio non pertinente all'argomento trattato in una determinata discussione, oppure una sezione per l'inserimento di messaggi non pertinenti ai temi trattati nel forum), spesso abbreviato in "OT" è traducibile in "fuori argomento", "fuori tema".
- Policy, l'insieme di leggi e procedure che i partecipanti accettano di applicare.
- PM (messaggio privato, sta per Private Message), traducibile in "MP" o "messaggio privato".
- Post, traducibile in "messaggio".
- Postare, traducibile in "pubblicare", "scrivere", un messaggio.
- Post padding (riempire pagine e pagine di messaggi inutili).
- Quotare (rispondere citando), italianizzazione dell'inglese to quote (citare) ma usato spesso col significato italiano.
- Reply, traducibile in "rispondere" o "replicare".
- Spam (messaggio o messaggi di pubblicità indesiderata, anche non di carattere commerciale, come link a siti personali, pubblicato senza autorizzazione degli amministratori; oppure discussione tra due o più utenti di argomenti totalmente estranei al tema).
- Spammare, detto di utenti che inseriscono spam
- Splittare (dividere un topic in due o più topic), traducibile in "dividere".
- Thread a volte abbreviato in "3d", traducibile in "discussione".
- Thread hijacking, rispondere ad una discussione inducendola a cambiare argomento.
- Topic (sinonimo di thread; più raramente argomento), traducibile in "discussione".
- Troll (un individuo molestatore che discute sempre coi toni accesi in una logica di gioco a somma zero con il solo obiettivo di fomentare gli animi per creare un clima di intimidazione e sfiducia).
- Warn (avvertimento imposto da chi ha i poteri nel forum, atto a segnalare violazioni del regolamento, in genere ha il suo indicatore di livello per ogni Utente posto sotto l'avatar), traducibile in "avvertimento".

## Membri dei forum
I membri dei forum, detti utenti (o user) possono pubblicare messaggi o aprire nuove discussioni, più di usufruire di altre funzionalità accessorie (scegliere una firma personalizzata, inserire una userbar, caricare un avatar). In alcuni casi è permessa la modifica dei propri messaggi dopo la pubblicazione e la loro cancellazione. Molto spesso le modifiche e le cancellazioni possono essere ripristinate da un membro addetto alla moderazione, ad esempio se l'utente le ha utilizzate in maniera scorretta nei confronti degli altri utenti.
In molti forum, sono presenti anche altre tipologie di utenti, dotati di più o meno privilegi.
- I fondatori (o founder) sono coloro che hanno creato il forum e all'atto pratico sono alla pari degli amministratori.
- Gli amministratori (o admin) sono i gestori di un forum e possiedono la facoltà di modificare, cancellare o spostare qualsiasi messaggio. Solitamente possono anche chiudere il forum, modificarlo, apportare cambiamenti al software, espellere, cancellare o creare utenti. Possiedono inoltre tutte le funzionalità dei moderatori.
- I supermoderatori (o supermod) aiutano il lavoro degli amministratori, dai quali sono stati scelti, ma rispetto ai quali hanno meno poteri. Il loro scopo è generalmente quello di coordinare l'attività dei moderatori e di assisterli. Possiedono inoltre tutte le funzionalità e svolgono tutti i compiti dei moderatori.
- I moderatori (o mod) aiutano il lavoro degli amministratori, dai quali sono stati scelti, ma rispetto ai quali hanno meno poteri. Il loro scopo è generalmente quello di mantenere un'atmosfera tranquilla e pacifica nell'area che gli è stata attribuita, evitando che le discussioni degenerino, chiudendo/cancellando quelle contrarie al regolamento, spostando discussioni in aree più consone e facendo rispettare le varie regole. Il moderatore può essere anche un esperto dell'argomento di cui tratta il forum, e può avere la funzione di risolvere dubbi di utenti meno esperti.
- Gli ospiti (o guest) sono quegli utenti che navigano nel forum senza aver effettuato la registrazione. Anche agli ospiti talvolta è permessa la pubblicazione di messaggi, ma più raramente, anche per contrastare fenomeni di spam, flooding, cross-posting. A volte alcune sezioni del forum possono essere precluse agli ospiti per visionare le quali occorre registrarsi. Gli ospiti generalmente non possono accedere a funzionalità aggiuntive come la scelta di un avatar, di una firma personalizzata, e così via.

Sovente all'interno di un forum l'amministratore attribuisce cariche o ranghi particolari a determinati utenti. Sia per stimolare la partecipazione, sia per premiare la frequentazione assidua. Spesso il rango dell'utente (o rank in inglese), è determinato automaticamente a seconda del numero di messaggi pubblicati.

## Software

Logo di PHP

Pacchetti software per la creazione e gestione di forum sono ampiamente disponibili in Rete (CMS), alcuni gratuitamente, altri a pagamento. I linguaggi di programmazione più utilizzati sono come PHP, ASP, Perl e Java, afferenti al paradigma di programmazione Web dinamica (Web dinamico), e i contenuti vengono solitamente memorizzati in file di testo o più frequentemente in database.
I più utilizzati tra i software gratuiti sono MyBulletinBoard, phpBB, FluxBB e Simple Machines Forum, mentre tra quelli a pagamento vi sono vBulletin e Invision Power Board (che fino alla versione 1.3 era disponibile gratuitamente).
Infine, per chi non dispone delle competenze o dei mezzi necessari all'installazione di un software su un server, esistono anche alcuni forum esternalizzati o la possibilità di utilizzare sistemi come Osiris che consente la creazione di forum decentralizzati e distribuiti tra i vari nodi.
Esistono, inoltre, servizi di alloggiamento (hosting) forum gratuiti, come ForumFree, FreeForumZone, Altervista.

Simple Machines Forum

### Alcune piattaforme di forum[19]
- Simple Machines Forum: forum in PHP, gratuito basato su PHP e MySQL;
- FluxBB: forum basato su PHP e SQL;
- ExBB: forum scritto in PHP che memorizza i dati in file di testo (flat file);
- Invision Power Board: forum (a pagamento) della Invision Power Service;
- MyBulletinBoard: forum scritto in PHP;
- Osiris: forum basato su tecnologia P2P che garantisce anonimato e resistenza ai guasti;
- phpBB: forum scritto in PHP, permette di memorizzare i dati in vari tipi di database;
- PunBB: forum scritto in PHP;
- vBulletin: forum (a pagamento) scritto in PHP, memorizza i dati in database MySQL;
- Xenforo: forum (a pagamento) scritto in PHP e JavaScript, memorizza i dati in MySQL.